# Quark
Quark, son till Keldar och Ishka, är en figur i TV-serien Star Trek: Deep Space Nine, spelad av Armin Shimerman. Quark är en ultra-kapitalistisk Ferengi, och äger en bar i rymdstationen Deep Space Nine.